# Los Angeles Film Critics Association Awards 1985
L'11ª edizione dei Los Angeles Film Critics Association Awards si è tenuta il 23 gennaio 1986, per onorare il lavoro nel mondo del cinema per l'anno 1985.

## Premi
Miglior film
- Brazil (Brazil), regia di Terry Gilliam
  - 2º classificato: La mia Africa (Out of Africa), regia di Sydney Pollack

Miglior attore
- William Hurt - Il bacio della donna ragno (Kiss of the Spider Woman)
  - 2º classificato: Jack Nicholson - L'onore dei Prizzi (Prizzi's Honor)

Miglior attrice
- Meryl Streep - La mia Africa (Out of Africa)
  - 2º classificato: Whoopi Goldberg - Il colore viola (The Color Purple)

Miglior regista
- Terry Gilliam - Brazil
  - 2º classificato: Akira Kurosawa - Ran

Miglior attore non protagonista
- John Gielgud - Plenty e Battuta di caccia (The Shooting Party)
  - 2º classificato: William Hickey - L'onore dei Prizzi (Prizzi's Honor)

Miglior attrice non protagonista
- Anjelica Huston - L'onore dei Prizzi (Prizzi's Honor)
  - 2º classificato: Oprah Winfrey - Il colore viola (The Color Purple)

Miglior sceneggiatura
- Terry Gilliam, Charles McKeown e Tom Stoppard - Brazil
  - 2º classificato: Richard Condon e Janet Roach - L'onore dei Prizzi (Prizzi's Honor)

Miglior fotografia
- David Watkin - La mia Africa (Out of Africa)

Miglior colonna sonora
- Tōru Takemitsu - Ran
  - 2º classificato: Mark Isham - Stati di alterazione progressiva (Trouble in Mind)

Miglior film in lingua straniera
- La storia ufficiale (La historia oficial), regia di Luis Puenzo  ·   Argentina
- Ran (乱), regia di Akira Kurosawa  ·   Giappone/ Francia

Miglior film sperimentale/indipendente
- Rosa von Praunheim - Horror Vacui

New Generation Award
- Laura Dern

Career Achievement Award
- Akira Kurosawa

Menzione speciale
- Claude Lanzmann - Shoah